# Klobazam
Klobazam är ett ångestdämpande och lugnande preparat som tillhör gruppen bensodiazepiner. Preparatet används inte som läkemedel i Sverige förutom vid tilläggsmedicinering vid svårbehandlad epilepsi då medicinen säljs under varunamnet Frisium. För behandling med Frisium (Klobazam) vid svårbehandlad epilepsi fordras särskild licens från Läkemedelsverket.
Substansen är narkotikaklassad och ingår i förteckning P IV i 1971 års psykotropkonvention, samt i förteckning IV i Sverige.